# Coccoloba nicaraguensis
Coccoloba nicaraguensis là một loài thực vật có hoa trong họ Rau răm. Loài này được Standl. & L.O.Williams mô tả khoa học đầu tiên năm 1953.